# Пластична деформация
Пластичната деформация за разлика от еластичната е необратима. Промяната на формата и/или размерите на тялото остава и след прекратяване действието на външните сили. Пример за такава промяна е моделирането на глина или пластилин.
Някои материали (като метали) са много по-еластични от други (стъкло, керамика). Това е една от причините вторите да са твърде чупливи.
Пластична деформация при металите
Деформация – това е изменение във формата и размерите на телата, под действие на външни или вътрешни фактори. Деформацията на едно метално тяло протича в два етапа. Първият е еластична деформация. При нея, след премахване на натоварващите сили, тялото възстановява първоначалните си форма и размери. Вторият етап е пластичната деформация. При нея след премахване на натоварващите сили, тялото НЕ възстановява първоначалните си форма и размери; то получава пластични (остатъчни) деформации. Еластичната деформация винаги предхожда пластичната.
Закон на Хук. ς = Ε.ε I. С нарастване на напрежението, линейно нараства и относителната деформация на тялото (ε). ς α
Е – коефициент на пропорционалност
ε – относителна деформация
ε = (li – l0 / l0). 100 %
ςE – Граница на еластичност
ςS – Напрежение на провлачване
ςB – Якост на опън
II. – Произволно нарастване
III. – Нелинейно
I съответства на първия етап от процеса на деформация, а II – на втория етап.
Якост на опън (ςB). Напрежението, получено от максимално приложената сила по време на изследването.
Условната диаграма се използва, когато не се отчита намаляването на сечението на предмета (метала) при опъване. При нея се предметът се чупи при по-ниско налягане от ςB. Истинската диаграма се използва, когато се отчита намаляването на сечението на предмета. При нея предметът се чупи в точката на ςB.
Пластична деформация на монокристал.
Еластичната деформация на монокристал протича в рамките на междуосното разстояние на кристалната им решетка. Тя може да протече под действието на нормална или тангенциална сила.
Пластичната деформация действа само под тангенциално напрежение.
При пластичната деформация даден атомен ред се измества необратимо спрямо друг такъв.
Пластичната деформация на монокристали протича в два етапа – първо, приплъзване; то започва от най-натоварените с атоми кристалографски плоскости и второ – войникуване. При него част от кристала се пречупва и застава в огледално – симетрично положение спрямо друга негова част.